# Tetragnatha macrops
Espèce
Tetragnatha macrops est une espèce d'araignées aranéomorphes de la famille des Tetragnathidae.

## Distribution
Cette espèce est endémique de île de Principe à Sao Tomé-et-Principe.

## Description
Les femelles mesurent de 7 à 9 mm.

## Publication originale
- Simon, 1907 : Arachnides recueillis par L. Fea sur la côte occidentale d'Afrique. 1re partie. Annali del Museo Civico di Storia Naturale di Genova, sér. 3, vol. 3, p. 218-323 (texte intégral).